# Hypogrammodes feronia
Hypogrammodes feronia är en fjärilsart som beskrevs av Felder 1874. Hypogrammodes feronia ingår i släktet Hypogrammodes och familjen nattflyn. Inga underarter finns listade i Catalogue of Life.